# Louis Ier de Vaud
Pour les articles homonymes, voir Louis de Savoie.
Louis de Savoie, dit par commodité Louis Ier de Vaud, voire de Savoie-Vaud, né en 1250 ou 1253, et mort en 1302 (peut-être le 13 janvier 1302) ou 1303, est un seigneur issu de la maison de Savoie, fils du seigneur de Piémont Thomas II. Il est apanagé en pays de Vaud en 1285, entérinant un partage avec son frère Amédée, qui garde la Savoie et le Chablais. Il est à l'origine du rameau de la maison de Savoie des Savoie-Vaud.

## Biographie

### Jeunesse
Louis de Savoie naît aux environs 1250 ou 1253. Il est le troisième des quatre enfants issus du deuxième mariage de Thomas II de Piémont avec Béatrice Fieschi,. Il était destiné à une carrière ecclésiastique, mais choisit plutôt les armes, et participe peut-être à la huitième croisade. Œuvrant pour la maison de Savoie, il fonde la ville de Morges, bat les Cossonay-Prangins et leur confisque Nyon et Prangins.

### Rivalité avecAmédéeVet accord amiable
Louis revendique le comté de Savoie contre son frère Amédée V. Un arbitrage lui attribue le Pays de Vaud, le Bugey et le Valromey. Plus précisément, « Les châtellenies de Moudon, Romont, Yverdon, les Clées, Biolley, Rue et Cudrefin, avec divers fiefs compris entre Aubonne et la Veveyse ainsi qu’entre Romont et l’Alémanie ».
Mais, ambitieux, il ne peut s'en contenter ; aussi mène-t-il une active politique de conquête territoriale et diplomatique, surtout en direction du Jura. Il cherche même à porter le titre de comte et à frapper monnaie, en dépit des réticences des autorités ecclésiastiques. Il préserve ainsi une certaine indépendance vis-à-vis de la Savoie de son frère, tout en maintenant son alliance avec lui contre Rodolphe de Habsbourg.

### Mort et sépulture
En 1293, Louis contracte une grave maladie et fait vœu de construire un couvent de franciscains à Nyon s'il en guérit, promettant de devenir lui-même moine. Effectivement rétabli, il construit le couvent, reçoit l'autorisation d'entrer dans les ordres, mais meurt avant d'avoir réalisé ce vœu.
Il meurt entre le 10 janvier 1302 et le 27 avril 1303, peut-être le 8 janvier 1303 à Naples, à la cour du roi Charles II d'Anjou ; en qualité de membre de la maison de Savoie, il est enterré à l'Abbaye d'Hautecombe.

## Famille
Sa première femme est Adeline de Lorraine, fille de Mathieu II de Lorraine et de Catherine de Limbourg. Ils n'ont qu'un enfant :
une fille nommée Laure (avant 1278-† 1334) qui épouse Jean Ier de Forez.
Il épouse en 1278 Jeanne de Montfort de Chambéon, jeune veuve de Guigues VI d’Albon, comtesse et régente de Forez, déjà mère d'un jeune fils, Jean Ier de Forez. Jeanne décède après le 26 novembre 1293 (date de son testament) et avant 1301 (date à laquelle Louis se marie une troisième fois). De leur union naquirent onze enfants :
- Isabelle (qui meurt en bas âge), (? - 1289/90) ;
- Marguerite († 7 avril 1313), mariée en premières noces à Jean de Salins, seigneur de Vignory, fils d'Étienne de Bourgogne, dit le-Sourd, et de Jeanne de Vignory, puis en secondes noces, en 1309, à Simon Ier de Sarrebruck-Commercy, fils du seigneur Jean Ier de Sarrebruck-Commercy ;
- Jeanne († 1360), mariée à Guillaume de Joinville (? - 1310) seigneur de Gex ;
- Louis, qui lui succède sous le nom de Louis II ;
- Pierre († 21 mars 1312) ;
- Béatrice, mariée à Geoffroy Ier de Clermont ;
- Éléonore, († 24 mars 1304), mariée à Rodolphe IV de Neuchâtel (25 septembre 1274 - 22 mars 1342/43) ;
- Catherine († 135) ;
- Blanche, mariée à Pierre II de Grandson († 1349) ;
- Guillaume, marié à Nicole d'Alamant ;
- Isabelle († après 1293). De nombreuses généalogies font d'Isabelle l'épouse d'Humbert III de Montluel, ce qui est impossible sur le plan chronologique, Humbert né vers 1210 ayant eu des enfants entre 1230 et 1250 au plus tard[9].

Après la mort de Jeanne, il épouse le 1er mai 1301 en troisièmes noces Isabelle d'Aulnay, qui avait également subi deux veuvages (son premier mari avait été Baldone de Seminara, le second Robert de Sauriac). Le couple n'a aucun enfant, Louis étant décédé peu après (il fait son testament en janvier 1302).

## Héraldique
Les armes aux couleurs des Savoie, De gueule à la croix d'argent ne sont définitivement adoptées qu'au début du XIVe siècle, avec le comte Amédée V. Louis de Vaud utilise le blason des premiers comtes, d'or à l'aigle de sable,, toutefois l'aigle est éployé de sable, becqué et membre de gueules.
Louis ne porte pas une Croix de Savoie mais l'aigle qu'il brise, car il est un cadet, d'un lambel à 5 pendants de gueules, selon un écu peint sur le plafond de la salle héraldique de La Diana, à Montbrison (comté de Forez), datant de 1298,.